# Марашлъ
Марашлъ (на турски: Maraşlı) е турски екшън сериал от TIMS & B Productions с премиера по ATV през януари 2021 г., с участието на Бурак Дениз и Алина Боз.

## Сюжет
Марашлъ е пенсиониран военен, превърнал се в собственик на книжарница. За Марашлъ животът се променя драстично, след като дъщеря му е застреляна. Един ден фотограф на име Махур влиза в книжарницата на Марашлъ и в същия ден тя неволно се замесва в инцидент, свързан с мафията. Марашлъ спасява живота ѝ и от този ден нататък съдбите им се свързват.

## Актьорски състав
- Бурак Дениз –	Джелял Kюн (Mарашлъ)
- Алина Боз – Mахур Tюрел
- Серхат Кълъч – Неджати Tюрел
- Kерем Aтабейоулу – Aзиз Tюрел
- Рожда Демирер – Фирузан Tюрел
- Сайгън Сойсал – Саваш Йълдъръм
- Джемил Бююкдогерли – Илхан Тюрел
- Mелис Ишитен – Дилшад Tюрел
- Хакан Aлтънер – Mюдюр
- Джихан Йениджи – Oзан
- Дженгиз Сезгин – Садък
- Несрин Йълмаз – Нуран
- Tюркю Су Демирел – Бехийе
- Mухаммад Aбдуллах – Aли
- Бедрийе Роса Челик – Зелиш
- Нихал Динчел – Ширин Ханъм
- Mерт Aтеш – Oуз Tюрел
- Синем Aкйол –	Хилал
- Неслихан Аджар – Седеф
- Гизем Кала – Eджем
- Йозгюр Kоч – Невзат

## Излъчване
| Сезон | Сезон | Епизоди | Начало на сезона  | Край на сезона | Всички епизоди | ТВ сезон | ТВ канал |
| ----- | ----- | ------- | ----------------- | -------------- | -------------- | -------- | -------- |
|       | 1     | 26      | 11 януари 2021 г. | 13 юли 2021 г. | 1 – 26         | 2021     | atv      |

Сериалът се излъчва от епизод 1 до епизод 23 в понеделник от 20:00 часа, а от епизод 24 до финалния епизод 26 – във вторник от 20:00 часа.